# Babuganj
Babuganj è un sottodistretto (upazila) del Bangladesh situato nel distretto di Barisal, divisione di Barisal. Si estende su una superficie di 164.88 km² e conta una popolazione di 135.905 abitanti (dato censimento 1991).